# Жаринов, Александр Дмитриевич
Алекса́ндр Дми́триевич Жа́ринов (25 июля 1928—3 марта 2008) — Герой Социалистического Труда.

## Биография
Родился 25 июля 1928 года в селе Новый Киструс Спасского района Рязанской области, в крестьянской семье. Русский. В 1942 году окончил школу ФЗУ при мясокомбинате. Трудовую деятельность начал в 1943 году слесарем по эксплуатации холодильных машин в компрессорном цехе мясокомбината.
В конце 1940-х годов был призван в Советскую Армию. Отслужив положенный срок, поступил в радиотехникум, окончил его. Жил в Иванове. В 1952 году пришёл работать в артель «Объединенный труд» слесарем по ремонту домашних холодильников. Вспомнил свою первую специальность. Начал с того, что внимательно изучил схемы, конструкцию, принципы работы холодильников. Потом уже пошёл по адресам. Вся «ремонтная база» помещалась в чемоданчике: паяльник, отвёртки, сверла. Холодильников у населения было в то время немного, и потому по договору с предприятиями выполнял заявки на ремонт не только в Ивановской, но и в соседних Владимирской, Костромской областях.
Со временем Жаринов возглавил бригаду слесарей по ремонту бытовой техники в Ивановском производственном объединении «Рембыттехника». В 1971 году ему было присвоено звание «Мастер высшего класса». Он увлек товарищей идеей внедрить поточный метод ремонта холодильников. Поставить на конвейер неисправный аппарат и снять его с линии всесторонне проверенным, готовым к дальнейшей эксплуатации. Таких линий промышленность не выпускала. Все делали своими силами: тележки для транспортировки агрегатов, баллонов с фреоном. Придумали такое приспособление, которое позволяло в случае необходимости повернуть холодильник в любой плоскости- торцом, боком…. Бригадир по делам службы и во время отпусков побывал в Уфе, Владимире, Костроме, Севастополе. Указом Президиума Верховного Совета СССР от 23 января 1974 года за проявленную трудовую доблесть и достижение выдающихся успехов и отличное качество работ Жаринову Александру Дмитриевичу присвоено звание Героя Социалистического Труда.
Долгие годы работал бригадиром в центре по техническому обслуживанию и ремонту домашних холодильников объединения «Ивановооблрембыттехника». Сплоченность, добрый микроклимат — это хорошая основа для дальнейших успехов. По итогам X пятилетки был награждён орденом Трудового Красного Знамени. Избирался делегат XXV съезда КПСС. Награждён орденами Ленина, Трудового Красного Знамени, медалями.
Жил в Иваново. Скончался 7 марта 2008 года. Похоронен на кладбище Балино, в аллее почетных граждан.

## Награды
- Медаль «Серп и Молот»
- Орден Ленина
- Орден Трудового Красного Знамени